# Il mistero della pietra magica
Il mistero della pietra magica (Shorts)  è un film del 2009 diretto da Robert Rodriguez.
È uscito nelle sale cinematografiche internazionali il 21 agosto 2009.

## Trama
Nell'immaginaria cittadina di Black Falls l'intera popolazione lavora per conto dell'azienda Black Box Industries, produttrice degli omonimi prodotti in grado di risolvere qualsiasi problema delle persone. A capo di questa azienda c'è un bieco individuo di nome Mr. Black e tra tutti i suoi dipendenti ci sono anche i genitori di Toby Toe Thompson.
Toby è un bambino di undici anni alle prese con dei problemi adolescenziali: è timido e introverso e fa fatica a relazionarsi con gli altri, e per questo viene preso di mira da alcuni bulli locali. Proprio uno di questi bulli gli tira addosso per caso una pietra dotata di particolari poteri magici che consentono a chi la possiede di poter esaudire i propri desideri.
Sfortunatamente Toby non è l'unico a conoscenza dell'esistenza di questa magica pietra e molti cercheranno di sottrargliela.

## Accoglienza

### Incassi
A fronte di un budget di 20 milioni di dollari, il film ne ha incassati 49.9, di cui 20.9 milioni provenienti dalle sale cinematografiche statunitensi. In Italia la pellicola ha incassato 174.000 euro di cui 78.500 nel primo fine settimana di programmazione.

### Accoglienza
Il film ha ricevuto recensioni miste da parte della critica: su Rotten Tomatoes il film ha un punteggio del 47 per cento con un voto medio di 5.30 su 10. Il consenso della critica recita "Il mistero della pietra magica ha immaginazione ed energia, ma la maggior parte degli spettatori oltre la scuola elementare probabilmente si stancherà dell'umorismo infantile e del sovraccarico sensoriale".